# Leila Shenna
Leila Shenna (arabe : ليلى شنّا; née au Maroc) est une ancienne actrice marocaine qui a joué dans des films principalement dans les années 1970.

## Biographie

### Carrière
On se souvient le plus souvent d'elle dans les pays anglophones pour son rôle de « Bond girl » dans le film de 1979  Moonraker en tant qu'hôtesse de l'air maléfique.
Cependant, elle a également joué dans le film de 1968 Remparts d'argile (initialement sorti en Italie, puis aux États-Unis en 1970 sous le titre Remparts of Clay) réalisé par Jean-Louis Bertuccelli, dans le film vainqueur de la Palme d'or 1975, Chronique des années de braise, réalisé par Mohammed Lakhdar-Hamina, ainsi que le film de 1982 Vent de sable, du même Lakhdar-Hamina.
Elle a également joué un rôle mineur dans Il était une fois la Légion (1977).

### Famille
Elle est la cousine de Malika Oufkir, l'auteure de l'ouvrage La Prisonnière, un récit de l'échec de la tentative d'assassinat du roi du Maroc en 1972 par son père (et l'oncle de Leila), le général Mohamed Oufkir.

## Filmographie

### Cinéma
- 1968 : Remparts d'argile de Jean-Louis Bertuccelli
- 1970 : Sex Power de Henry Chapier  - Musique de Vangelis.
- 1972 : Décembre de Mohammed Lakhdar-Hamina
- 1975 : Chronique des années de braise de Mohammed Lakhdar-Hamina
- 1975 : Le Silence violent (El Chergui) de Moumen Smihi
- 1977 : Il était une fois la Légion de Dick Richards
- 1979 : Moonraker de Lewis Gilbert
- 1982 : Vent de sable de Mohammed Lakhdar-Hamina

### Télévision
- 1968 : El hayat khifa
- 1976 : Château Espérance
- 1977 : Désiré Lafarge  épisode : Désiré Lafarge et les rois du désert  de Jean-Pierre Gallo